# Govezjda
Govezjda (bulgariska: Говежда) är ett distrikt i Bulgarien.   Det ligger i kommunen Obsjtina Georgi-Damjanovo och regionen Montana, i den västra delen av landet, 70 km norr om huvudstaden Sofia.
I omgivningarna runt Govezjda växer i huvudsak lövfällande lövskog. Runt Govezjda är det ganska glesbefolkat, med 43 invånare per kvadratkilometer.